# Читтанова
Читтанова (італ. Cittanova, сиц. Cittanova) — муніципалітет в Італії, у регіоні Калабрія,  метрополійне місто Реджо-Калабрія‎.
Читтанова розташована на відстані близько 500 км на південний схід від Рима, 80 км на південний захід від Катандзаро, 50 км на північний схід від Реджо-Калабрії.
Населення — 10 430 осіб (2014).
Щорічний фестиваль відбувається 30 вересня. Покровитель — San Girolamo.

## Демографія
Населення за роками:

Станом на 1 січня 2023 року в муніципалітеті офіційно проживало 706 іноземців з 28 країн, серед них 185 громадян країн Євросоюзу та 24 громадяни України.

## Сусідні муніципалітети
- Антоніміна
- Каноло
- Чиміна
- Джераче
- Мелікукко
- Молокьо
- Полістена
- Рицциконі
- Розарно
- Сан-Джорджо-Морджето
- Тауріанова

## Міста-побратими
- Івангород, Росія
- Кальтаніссетта, Італія